# Dolichoderus prolaminatus
Dolichoderus prolaminatus é uma espécie de formiga do gênero Dolichoderus.